# Filmförderung
Unter Filmförderung versteht man die Unterstützung von Filmprojekten durch finanzielle Zuschüsse, Darlehen, Beratung, Öffentlichkeit, Filmpreise und dergleichen. Getragen wird die Filmförderung in der Regel von öffentlichen Einrichtungen (z. B. Ministerien) oder von Wirtschaftsverbänden. Filmförderung kann alle Phasen der Produktion eines Films umfassen, von der Planung und Drehbucherstellung über die Produktion und Postproduktion bis hin zu Vertrieb, Verleih und Kinoauswertung. Sie ist Bestandteil der Filmfinanzierung.
Ziel der Filmförderung ist oft – neben der Standortpolitik bzw. einer allgemeinen Unterstützung inländischer Filmproduktionen – die Unterstützung künstlerisch oder kulturell wertvoller Spiel- und Fernsehfilme und vom Markt benachteiligter Genres wie z. B. von Dokumentar- und Kurzfilmen. Einen besonderen Schwerpunkt der Filmförderung bildet häufig die Unterstützung von Nachwuchskünstlern und Erstlingsfilmen.

## Arten der Filmförderung
| Land           | staatlich in Mio. Euro | zzgl. regional in Mio. Euro |
| -------------- | ---------------------- | --------------------------- |
| Frankreich     | 408,96                 | 415,33                      |
| Großbritannien | 106,45                 | 165,61                      |
| Deutschland    | 47,29                  | 146,30                      |
| Irland         | 88,35                  | 88,35                       |
| Spanien        | 31,79                  | 65,89                       |
| Luxemburg      | 39,21                  | 39,21                       |
| Schweden       | 29,11                  | 36,67                       |
| Dänemark       | 30,62                  | 32,40                       |
| Niederlande    | 23,95                  | 25,77                       |
| Belgien        | 9,67                   | 20,13                       |
| Portugal       | 17,32                  | 17,32                       |
| Österreich     | 7,69                   | 16,78                       |
| Finnland       | 10,78                  | 12,29                       |
| Griechenland   | 9,24                   | 9,24                        |

### Staatliche Filmförderung
Die staatliche Filmförderung sowie die Filmförderung von regionalen Förderinstitutionen verfolgt das Motiv der Unterstützung heimischen Filmschaffens. Neben kulturellen Motiven war das Einführen von Filmförderungen in Europa seit den 1950er-Jahren auch darin motiviert, der Verdrängung europäischer Filme durch US-amerikanische Produktionen entgegenzutreten, welche in großer Anzahl hergestellt wurden, ihre Kosten meistens bereits in den USA einspielten, und daraufhin mit wenig Zusatzkosten auch in Europa verbreitet werden konnten.
In Europa, Kanada und Australien bestehen eine Reihe staatlicher Förderungsprogramme, während in den Vereinigten Staaten kein solches existiert.
In Deutschland und Österreich werden Filmförderungsfonds jeweils von Bund und Ländern betrieben. Auf Bundesebene regelt das (deutsche bzw. österreichische) Filmförderungsgesetz die Vergabe von Fördermitteln. Mittel aus Filmförderungsfonds werden oftmals als bedingt rückzahlbare und zinslose Darlehen vergeben. In beiden Ländern besteht zudem ein Film-/Fernseh-Abkommen, in dessen Rahmen sich Fernsehsender an der Förderung von Spielfilmen beteiligen.
In der Europäischen Union bestehen zudem mehrere länderübergreifende Förderungsprogramme. So etwa das MEDIA-Programm und der europäische Filmförderungsfonds EURIMAGES des Europarats.
Durch Filmförderungsfonds soll die Filmwirtschaft eines oder mehrerer Länder in ihrer kulturellen Bedeutung und in ihrer Wirtschaftskraft gestärkt werden (siehe Subventionen).

## Geschichte
Während außereuropäische Filmproduktionen am europäischen Markt nur einen kleinen Teil ihrer Produktionskosten einspielen müssen, sind die europäischen Filme besonders stark auf diesen angewiesen, nicht zuletzt aufgrund der geringeren Verbreitung der europäischen Sprachen in den Abnehmerländern – abgesehen vom englischen. Da europäische Produktionen häufig nicht auf den internationalen Export ausgelegt sind, stellen die meist staatlichen Filmförderungseinrichtungen eine wesentliche Quelle zur Finanzierung dar. In Eigenproduktion erzeugte Filme sind, besonders in Deutschland, fast ausnahmslos auf Förderungen angewiesen. Reine Auftragsproduktionen werden meistens zu 100 % von den Fernsehanstalten finanziert und als Fernsehfilme (TV-Movies) ausschließlich im Fernsehen gezeigt. Von den Fernsehanstalten mitfinanzierte Filme, so genannte Kino-Coproduktionen, gelangen zunächst über das Verleih- und Vertriebssystem zur Vorauswertung in ausgewählte Kinos, bevor sie nach Ablauf einer bestimmten Sperrfrist im Fernsehen ausgestrahlt werden dürfen.
In den Vereinigten Staaten sind die Filmproduzenten in der Regel nicht auf Förderungen angewiesen, da der US-amerikanische Markt groß genug ist, auch teurere Produktionen gewinnbringend zu verbreiten. Mit entsprechendem Marketing ist dies in der Regel zu erreichen. Die Verbreitung der Filme in Europa, Asien und Südamerika dient dann dazu, den finanziellen Gewinn noch zusätzlich zu erhöhen.
Die ersten Filmförderungsgesetze Europas wurden in den 1950er-Jahren in Italien, Frankreich und Großbritannien erlassen. 1962 folgte die Schweiz und in Schweden übernimmt die Filmförderung das 1963 gegründete Schwedische Filminstitut. 1967 begann die Filmförderung in Deutschland, und erst 1981 kam es in Österreich zum Start der Filmförderung.

## Kritik an Filmförderung in Deutschland
Da die Intention der Filmförderung in Deutschland initial die Standortförderung war, wird vor allem die Förderung großer Hollywoodproduktionen kritisiert. So wurde bei der Produktion des in Deutschland gedrehten Films Grand Budapest Hotel über ein Fünftel der Produktionskosten vom deutschen Steuerzahler bezahlt.
Scharfe öffentliche Kritik an der staatlichen Filmförderung in Deutschland hat 2017 auch die Stiftung Deutsche Krebshilfe geübt. Vorstandsvorsitzender Gerd Nettekoven forderte die staatliche und institutionelle Filmförderung nachdrücklich auf, „Filme, in denen geraucht wird“, nicht mehr zu fördern. Filme mit Rauch-Szenen seien eine Werbung für die Zigarette. Als Beispiel wurde der Film Fack ju Göhte 2  angeführt, der 2015 mit rund 7,6 Millionen Zuschauern der kommerziell erfolgreichste deutsche Film gewesen sei. Er sei mit 1,24 Millionen Euro durch den Deutschen Filmförderungsfonds unterstützt worden. Ein Jahr später sahen rund 3,5 Millionen Kinobesucher den Film Willkommen bei den Hartmanns, der durch den FilmFernsehFonds Bayern mit 900.000 Euro gefördert worden sei. Beide Filme enthielten „viele Raucher-Szenen“. Öffentliche Mittel für Filme oder andere Projekte einzusetzen, die dem Gesundheitsschutz der Bürger entgegenstehen, halte die Deutsche Krebshilfe nicht für akzeptabel, wurde in der Kritik bekräftigt. Immerhin sei Rauchen nach wie vor ein hoher Risikofaktor für zahlreiche Krebserkrankungen.
Kritik kommt auch von Die Linke und bezieht sich auf die ungleiche Verteilung der Fördergelder. „Deshalb sollte eine Zielvorgabe zur gendergerechten Filmförderung eingeführt werden. Die Zielvorgabe ist, dass die Hälfte der Filmfördergelder an Projekte gehen, in denen Frauen entweder in der Produktion, Regie oder Drehbuch vertreten sind.“.
Unter Kulturschaffenden wird die Vergabe der Filmfördergelder von diversen Seiten kritisiert. Jan Böhmermann erklärt beispielsweise, dass immer die gleichen Filme und Genres in Deutschland gefördert werden, während neue Formate seltener Unterstützung erhalten. Lars Hendrik Gass, der Leiter der Oberhausener Kurzfilmtage, führt weiterhin aus, dass vor allem der zunehmende Einfluss der Fernsehsender auf den Filmförderungsprozeß inhaltlich im Widerspruch zu den ursprünglichen auch benannten filmkulturellen Zielsetzungen der deutschen Filmförderung steht.

## Filmförderung in Europa

### Europäische Union
Länderübergreifende Filmförderung wird in der Europäischen Union u. a. von den folgenden Einrichtungen getragen:
- MEDIA
- EURIMAGES, seit 1988
- Shooting Star, ein jährlich an der Berlinale vergebener Preis an junge europäische Schauspieltalente. Der Preis wird wesentlich vom MEDIA-Programm der EU finanziert und koordiniert, vor allem aber durch das länderübergreifende Netzwerk European Film Promotion (EFP).

### Deutschland
Der wichtigste Produktionsanreiz, der von staatlichen Stellen gewährt wird, ist der Deutsche Filmförderfonds (DFFF). Der DFFF ist ein Zuschuss, der von der Staatsministerin für Kultur und Medien gewährt wird. Um die Förderung zu erhalten, muss ein Produzent verschiedene Voraussetzungen erfüllen, darunter eine kulturelle Eignungsprüfung. Der Fonds stellt jährlich 50 Millionen Euro für Filmproduzenten und/oder Koproduzenten zur Verfügung, und die Zuschüsse können bis zu 20 % der genehmigten deutschen Produktionskosten betragen. Mindestens 25 % der Produktionskosten müssen in Deutschland ausgegeben werden, oder nur 20 %, wenn die Produktionskosten über 20 Millionen Euro liegen. Der DFFF wurde 2007 gegründet und unterstützt Projekte in allen Kategorien und Genres.
Im Jahr 2015 wurde der Deutsche Filmförderungsfonds der Filmförderungsanstalt von 60 Mio. Euro auf 50 Mio. Euro reduziert. Zum Ausgleich hat Wirtschaftsminister Gabriel angekündigt, die Differenz aus dem Etat des Bundesministerium für Wirtschaft und Klimaschutz auszugleichen. Erstmals werden in Deutschland hochkarätige Fernsehserien und digitales Filmschaffen auf Bundesebene in gleicher Weise gefördert wie Spielfilme. Auch für internationale Koproduktionen fließen zunehmend Fördermittel.
Die Geschichte der Filmförderung begann in Deutschland mit der Gründung der UFA (1917), die – mit Geldmitteln von Industrie und Banken ausgestattet – pro-deutsche Propagandafilme produzieren sollte. In der Zeit des Nationalsozialismus (1933–1945) förderte der Staat die Finanzierung von Filmprojekten indirekt durch die Einrichtung einer Filmkreditbank.
Nach dem Ende des Zweiten Weltkrieges wurden viele Kinofilme zunächst durch Bundesbürgschaften unterstützt. Die Filmförderung in der heutigen Form entwickelte sich jedoch erst seit den 1950er Jahren, als das Fernsehen den Kinofilm zu verdrängen begann. 1967 wurde erstmals ein Filmförderungsgesetz verabschiedet. Mit der in Berlin ansässigen Filmförderungsanstalt wurde 1968 die erste große Fördereinrichtung gegründet.
1979 begannen auch die Bundesländer, Fördereinrichtungen zu gründen, oft mit der Absicht, die eigenen Produktionsstandorte zu unterstützen. Die Filmförderung durch die Bundesländer bildet heute den größten Anteil an der Filmförderung in Deutschland. Insgesamt werden jährlich mehr als 200 Millionen Euro an Zuschüssen verteilt, bei steigender Tendenz.
Kritiker werfen der Filmförderung in Deutschland ihre institutionelle Zersplitterung vor, die eine Koordinierung aller Maßnahmen, welche letztlich der Qualität der Produktionen zugutekäme, praktisch unmöglich mache. Auch werde mit einer flächendeckenden Verteilung von Zuschüssen der Anreiz erstickt, Filme zu produzieren, die ihre Produktionskosten wieder einspielen.

#### Deutsche Filmförderungseinrichtungen
Filmförderung wird in Deutschland u. a. von folgenden Einrichtungen getragen:
Bundesweit:
- Deutscher Filmförderfonds der Beauftragten der Bundesregierung für Kultur und Medien
- Filmförderungsanstalt (FFA), seit 1968
- Kuratorium junger deutscher Film

Regional:
- MFG Medien- und Filmgesellschaft Baden-Württemberg, seit 1995
- FilmFernsehFonds Bayern, seit 1996
- Medienboard Berlin-Brandenburg, seit 1994
- Filmbüro Bremen
- MOIN Filmförderung Hamburg Schleswig-Holstein
- Filmbüro Hessen
- Hessische Filmförderung
- Film- und Medienbüro Niedersachsen
- Nordmedia – Film- und Mediengesellschaft Niedersachsen/Bremen mbH
- Film- und Medienstiftung NRW
- Filmbüro Nordrhein-Westfalen
- Mitteldeutsche Medienförderung, seit 1998
- MV Filmförderung, seit 2020
- Filmbüro Mecklenburg-Vorpommern, bis 2020
- Medienförderung RLP
- Stiftung Rheinland-Pfalz für Kultur
- Saarländisches Filmbüro, bis 1998
- Gesellschaft zur Förderung des Medienstandortes Saarland
- Filmverband Sachsen
- Kulturelle Filmförderung des Landes Sachsen-Anhalt durch die Kunststiftung des Landes Sachsen-Anhalt
- Filmbüro Schleswig-Holstein
- Kulturelle Filmförderung Schleswig-Holstein
- Kulturelle Filmförderung Thüringen

Lokal:
- Filmbüro Franken (Stadt Nürnberg)
- Förderverein Filmkultur Bonn

### Österreich
In Österreich existiert seit 1980 ein Filmförderungsgesetz als Grundlage des 1981 eingerichteten Österreichischen Filmförderungsfonds (ÖFF). 1994 wurde der Fonds in das Österreichische Filminstitut (ÖFI) übergeführt. 2005 stellten die öffentlichen Förderstellen insgesamt 36,6 Millionen Euro zur Förderung des österreichischen Filmschaffens bereit, wovon 31,8 Millionen ausbezahlt wurden; davon 10,5 Millionen für Kinofilme und 13,9 Millionen für Fernsehfilme – der Rest für Fernsehserien und andere Filmproduktionen. Die größten Förderstellen sind das Österreichische Filminstitut, der Wiener Filmfonds und der Fernsehfonds Austria. Zusätzlich wurde vom MEDIA-Programm der EU 2005 1,75 Millionen Euro zur Förderung der Stoffentwicklung und des Verleihs in Österreich ausgeschüttet.
Es kann zwischen Bundes- und Landesförderstellen unterschieden werden. Förderungen aus Bundesmitteln sind nicht miteinander kumulierbar, sehr wohl jedoch Förderungen aus den Filmförderstellen der verschiedenen Bundesländer. Neben dem abendfüllenden Film, werden in österreich auch „schwierige Stoffe“, Kurz- und Experimentalfilme etwa von der im Bundesministerium für Kunst und Kultur ansässigen Kunstfilmförderung finanziert.

### Schweiz
Wie in anderen europäischen Ländern ist das Schweizer Filmschaffen stark von der Förderung durch Dritte, insbesondere durch die öffentliche Hand, abhängig. Der Bund spielt dabei eine zentrale Rolle: seine Finanzhilfe im Umfang von 36,2 Millionen Franken pro Jahr (Stand 2011) beträgt im Durchschnitt 30 bis 40 Prozent der Produktionskosten der Schweizer Filme. Die Bundesleistungen werden von der SRG SSR idée suisse („Pacte de l’audiovisuel“) substanziell ergänzt, sowie auf regionaler Ebene namentlich durch die Zürcher Filmstiftung und den Westschweizer Fonds Regio Films.